# Antônio de Bourbon
Antônio (português brasileiro) ou António (português europeu) de Bourbon (La Fère, Picardia, 22 de abril de 1518 — Les Andelys, Eure, 17 de novembro de 1562) foi rei consorte de Navarra, duque de Vendôme e pai do rei Henrique IV de França.

## Biografia
Filho de Carlos de Bourbon, duque de Vendôme (1489-1537) e de Francisca de Alençon (1490-1550). Foi o irmão mais velho de Luís I de Bourbon, Príncipe de Condé e do Cardeal Carlos de Bourbon, chamado Carlos X pela Liga Católica.
Era o primeiro Príncipe de Sangue e, a 20 de outubro de 1548, em Moulins, casou-se com Joana de Albret, rainha de Navarra, filha de Henrique II de Navarra e de Margarida de Angoulême.
Foram pais de Henrique IV, o primeiro Bourbon a subir ao Trono de França.
O seu irmão mais novo, Luís de Bourbon, primeiro Príncipe de Condé torna-se o chefe do partido protestante, enquanto que a rainha Catarina de Médicis, regente em nome do seu filho Carlos IX, o nomeia tenente-general do reino (1561) e governador do Delfinado.

### Circunstâncias da sua morte
Em 1562, durante a primeira guerra de religião, ele participa do lado católico no cerco de Ruão (1562), cidade detida pelos protestantes. A 16 de outubro, ele aproveita uma visita de inspeção para urinar contra as muralhas da cidade. Um tiro de arcabuz atinge-o. A ferida não parecia grave, e apenas o cirurgião do rei, Ambroise Paré, diagnosticou lhe um fim sinistro. António de Bourbon morreu pouco depois, a 17 de novembro de 1562 em Andelys na sequência desse ferimento. Este facto, inspirou a Voltaire o epitáfio: "Ami François, le prince ici gissant vécut sans gloire, et mourut en pissant".

## Títulos
- Da herança paterna: Duque de Vendôme (1537-1562) e conde de Marle;
- Da herança materna: duque de Beaumont;
- Pelo seu casamento com Joana de Albret: Rei (consorte) de Navarra, Conde de Foix, de Bigorre, de Armagnac, de Rodez e de Périgord; visconde de Béarn (1555-1562) e de Limoges.

## Casamento e descendência
Do seu casamento com Joana de Albret, rainha de Navarra, nasceram cinco filhos dos quais apenas dois atingiram a idade adulta:
1. Henrique (Henri) (1551 † 1553), duque de Beaumont, que morre asfixiado porque a sua governante mantinha-o muito enrolado numa manta aquecida;[5]
2. Henrique (Henri) (1553 † 1610), futuro rei de Navarra (Henrique III) e, depois, rei de França (Henrique IV);
3. Luís Carlos (Louis Charles) (1555 † 1557), conde de Marle, foi vítima de uma brincadeira entre a ama e um pajem que atiravam o bebé de um para o outro até que ele cai por uma janela de um primeiro andar, vindo a falecer;[6]
4. Madalena (Madeleine) (1556 † 1556);
5. Catarina (Catherine) (1559 † 1604), duquesa de Albret, Condessa de Armagnac e de Rodez, que casou com Henrique II, duque de Lorena e de Bar.

Da sua amante Luísa de La Béraudière du Rouhet, António teve um filho ilegítimo:
- Carlos de Bourbon (1554-1610), Bispo de Comminges e, depois, Arcebispo de Ruão.